# Fyresdal
Fyresdal este o comună din provincia Telemark, Norvegia.

## Personalități
- Vidkun Quisling, politician